# Foenatopus
Foenatopus (лат.) — род наездников из семейства Stephanidae. Известно более 150 видов.

## Распространение
Палеарктика, Афротропика, Неотропика и Ориентальная область.

## Описание
Эндопаразиты насекомых, живущих в древесине. Длина тела 1—2 см (яйцеклад длиннее тела).
Наездники с редуцированным жилкованием крыльев. На голове часто с бледно-желтоватой полосой вдоль глаза; шея выгнута в передней части, умеренно или очень стройная, мелкополосатая, без отчетливой пронотальной складки в нижней части; задний край пронотума постепенно сливается с остальной частью пронотума; метаплевры тонкие. Жилка 2-CU1 переднего крыла почти всегда редуцирована, иногда полная; жилки 2-SR и 2-SR+M переднего крыла отсутствуют; жилка 1-SR переднего крыла не дифференцирована или едва различима из-за отсутствия жилки 1-SR+M; заднее крыло без следов жилки cu-a; Внутренняя сторона задних голеней с длинным косым углублением; задние голени отчетливо сужены и сжаты в базальном направлении; задние лапки самки с тремя тарсомерами. Восьмой метасомальный тергит самки обычно без апикального выступа; ножны яйцеклада всегда с субапикальной полосой цвета слоновой кости или желтоватой.

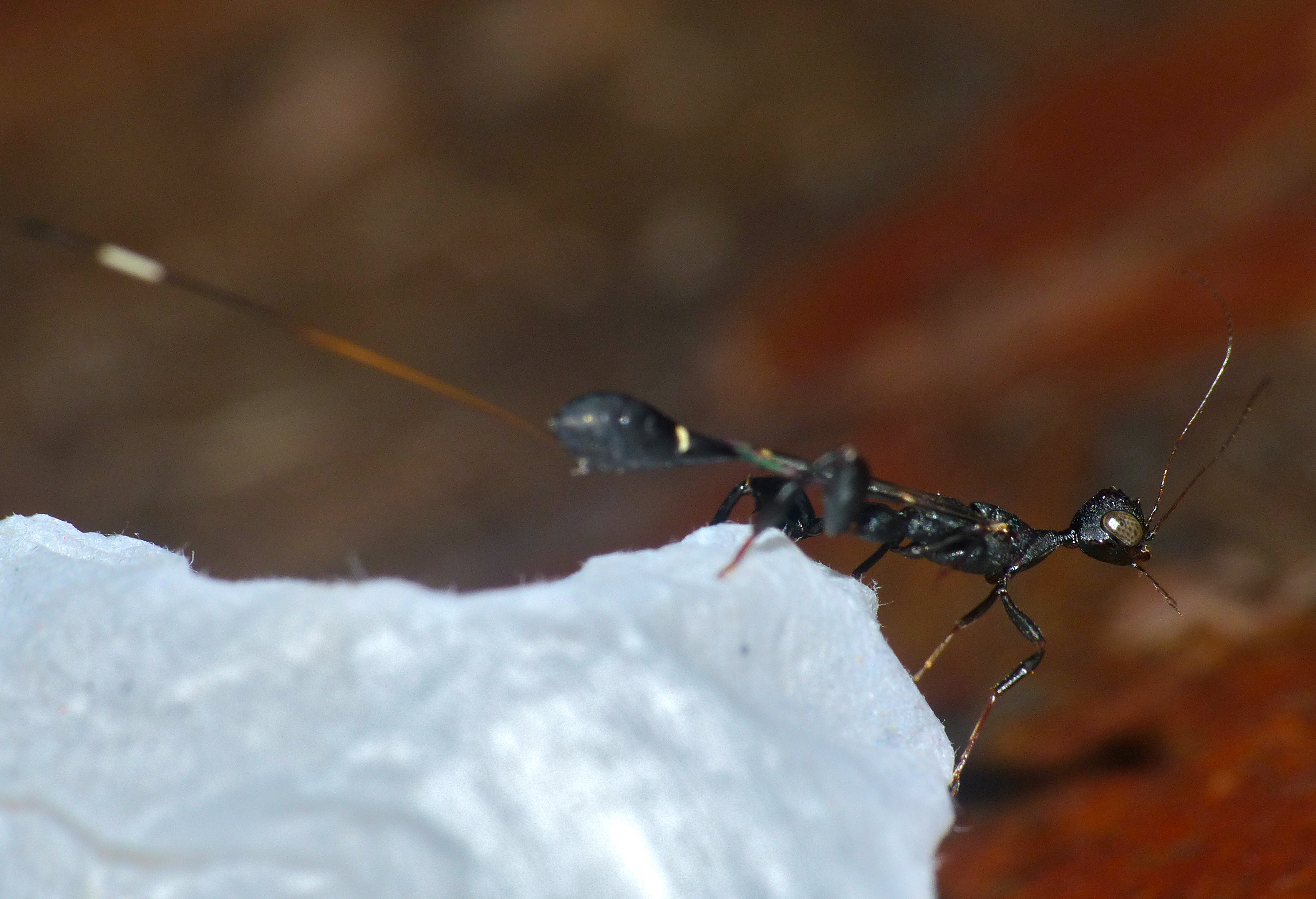
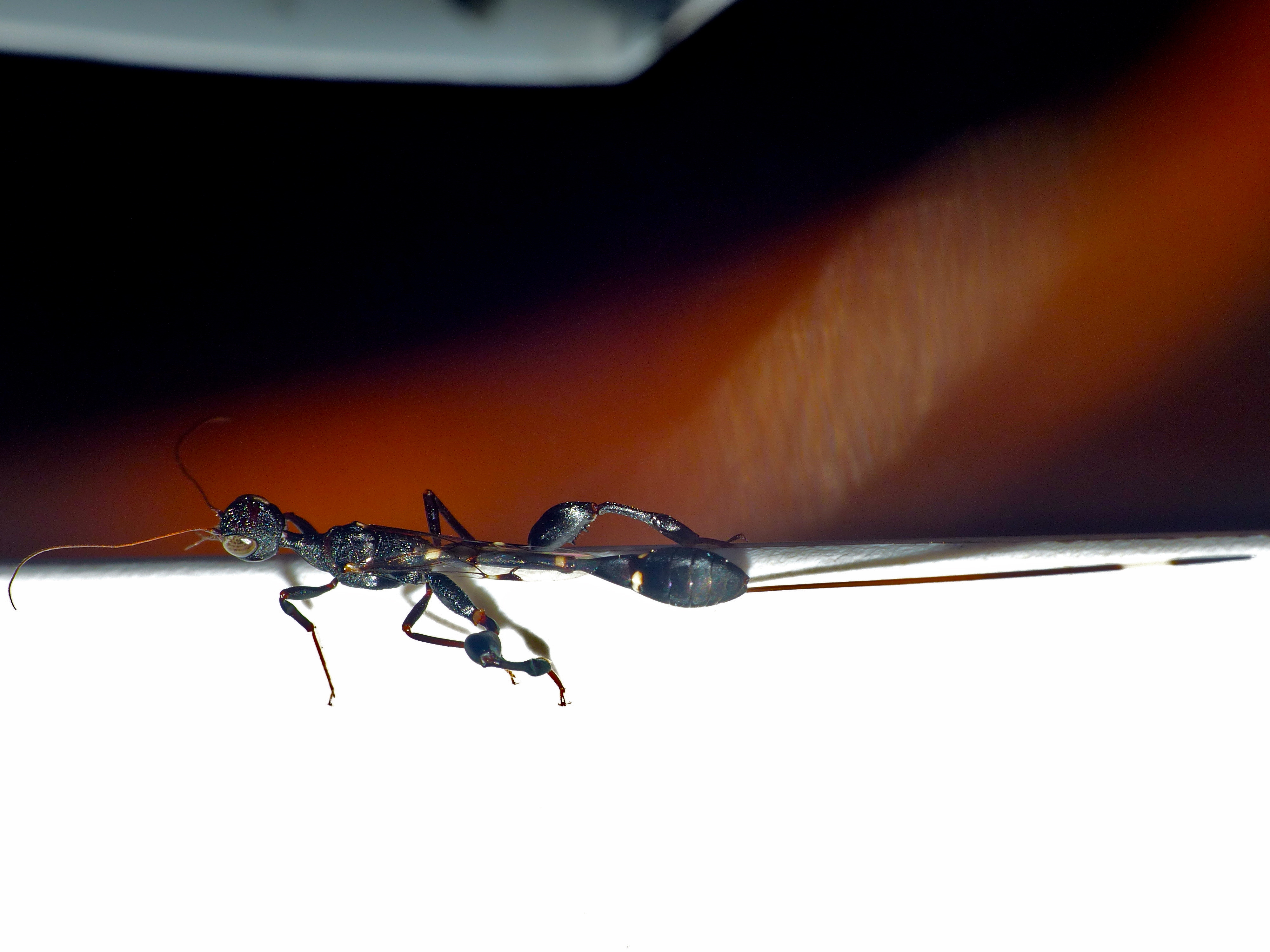

## Систематика
Род впервые выделен в 1861 году. Типовым видом был обозначен (по первоначальной монотипии): Stephanus indicus Westwood, 1841.
- Foenatopus achterbergi Gupta & Gawas, 2020[7]
- Foenatopus acutistigmatus Chao, 1964
- Foenatopus aequalis Elliott, 1928
- Foenatopus andamanensis Binoy, Girish Kumar & Dubey, 2020[8]
- Foenatopus annulipes Kieffer
- Foenatopus annulitarsus Enderlein, 1913
- Foenatopus anupam (Narendran & Sureshan, 2003)
- Foenatopus aratifrons Enderlein, 1913
- Foenatopus aurantiiceps Brues
- Foenatopus bilineatus (Elliott, 1919)
- Foenatopus bisignatus Aguiar & Jennings, 2010
- Foenatopus brevimaculatus Hong, van Achterberg & Xu, 2011[2]
- Foenatopus chareshi Binoy, van Achterberg, Girish Kumaran Achterberg, Girish Kumar, Santhosh & Sheela, 2020[7]
- Foenatopus chinensis (Elliott, 1919) Elliott, 1919
- Foenatopus chinnarensis (Sureshan, 1997)
- Foenatopus cinctus
- Foenatopus crispus Aguiar
- Foenatopus flavidentatus
- Foenatopus formosanus Enderlein, 1913
- Foenatopus frontilinea (Morley, 1917)
- Foenatopus hesperophagus Aguiar
- Foenatopus idukkiensis Sureshan & Narendran, 2013[9]
- Foenatopus indicus (Westwood, 1841)
- Foenatopus iridipennis Elliott, 1919
- Foenatopus jodhpurensis Narendran, 2001
- Foenatopus keralensis (Narendran & Sureshan, 2003)
- Foenatopus longicaudalis (Elliott, 1919)
- Foenatopus maculiferus Hong, van Achterberg & Xu, 2011[2]
- Foenatopus maheshi Narendran, 2001
- Foenatopus menglongensis (Chao, 1964) Chao, 1964
- Foenatopus meridionalis Ge & Tan, 2021
- Foenatopus nimaarkanii Ghafouri Moghaddam & Rakhshani, 2018
- Foenatopus obockensis
- Foenatopus priyae (Narendran & Sureshan, 2003)
- Foenatopus prousti Aguiar & Turrisi, 2010
- Foenatopus quadridens (Elliott, 1920) Elliott, 1920
- Foenatopus ruficollis
- Foenatopus rugiceps (Elliott, 1919)
- Foenatopus similicus Narendran, 2001
- Foenatopus stom (Narendran & Sureshan, 2003)
- Foenatopus sudhae (Narendran & Sureshan, 2003)
- Foenatopus sureshani Binoy, van Achterberg, Girish Kumaran Achterberg, Girish Kumar, Santhosh & Sheela, 2020[7]
- Foenatopus turcomanorum (Semenov) Semenov
- Foenatopus weii Chen, van Achterberg & Xu, 2016[10]
- Foenatopus wynadensis (Sureshan & Narendran, 1997)
- Foenatopus yangi Hong, van Achterberg & Xu, 2011[2]
- Другие виды